# Mohamed Warsame Ali
Mohamed Warsame Ali „Kiimiko”, właśc. Maxamed Warsame Cali „Kiimiko” (ur. 1937, zm. 2019),  somalijski polityk i dyplomata.
Od czasu ogłoszenia przez Somalię niepodległości w 1960, zajmował wiele różnych stanowisk w służbach dyplomatycznych i administracyjnych. W latach 1980–1981 był ambasadorem Somalii w Stanach Zjednoczonych. Pełnił funkcję ministra handlu w rządzie premiera Somalii Alego Khalifa Galaida. Zajmował stanowisko ministra robót publicznych w rządzie premiera Hassina Abshira Faraha. Był również ministrem sportu i młodzieży w gabinecie premiera Alego Mohammeda Ghediego.
14 sierpnia 2006 został wybrany, przez przedstawicieli regionów Mudug i Galgaduud, prezydentem nowo powstałego nieuznawanego państwa Galmudug. W 2009 został zastąpiony na stanowisku prezydenta przez Mohameda Ahmeda Alina.